# Kyoto Animation
Kyoto Animation (京都アニメーション Kyouto Animeeshon), ofte forkortet Kyoani (京アニ), er et japansk animationsstudie. Der blev grundlagt i 1981 og er baseret i Uji, Kyoto i Japan.

## Produktioner

### Animeserier
| Titel                                           | Originalvisning                                          | Afsnit          | Noter                                                                   |
| ----------------------------------------------- | -------------------------------------------------------- | --------------- | ----------------------------------------------------------------------- |
| Full Metal Panic? Fumoffu                       | 26. august–18. november 2003                             | 12              | Baseret på Full Metal Panic, og efterfølger til Gonzos tidligere anime. |
| Air                                             | 6. januar–31. marts 2005                                 | 13 (+2 OVA)     | Baseret på computerspillet af samme navn.                               |
| Full Metal Panic! The Second Raid               | 13. juli–19. oktober 2005                                | 13 (+1 OVA)     | Baseret på Full Metal Panic.                                            |
| The Melancholy of Haruhi Suzumiya               | 2. april–2. juli 2006 (S1) 3. april–9. oktober 2009 (S2) | 14 (S1) 14 (S2) | Baseret på light novel-serien af samme navn.                            |
| Kanon                                           | 5. oktober 2006–15. marts 2007                           | 24              | Baseret på computerspillet af samme navn.                               |
| Lucky Star                                      | 8. april–15. marts 2007                                  | 24 (+1 OVA)     | Baseret på mangaserien af samme navn.                                   |
| Clannad                                         | 4. oktober 2007–27. marts 2008                           | 23 (+1 OVA)     | Baseret på computerspillet af samme navn.                               |
| Clannad After Story                             | 3. oktober 2008–26. marts 2009                           | 24 (+1 OVA)     | Efterfølgeren til Clannad.                                              |
| Sora o Miageru Shoujo no Hitomi ni Utsuru Sekai | 14. januar–11. marts 2009                                | 9               | TV-serie-version af OVA-serien Munto.                                   |
| K-On!                                           | 3. april–26. juni 2009                                   | 13 (+1 OVA)     | Baseret på manga-serien af samme navn.                                  |
| K-On!!                                          | 7. april–28. september 2010                              | 26 (+1 OVA)     | Efterfølgeren til K-On!.                                                |
| Nichijou                                        | 3. april–25. september 2011                              | 26 (+1 OVA)     | Baseret på mangaserien af samme navn.                                   |
| Hyouka                                          | 22. april–16. september 2012                             | 22 (+1 OVA)     | Baseret på light novel-serien af samme navn.                            |
| Chuunibyou demo Koi ga Shitai!                  | 4. oktober–19. december 2012                             | 12 (+1 OVA)     | Baseret på romanen af samme navn.                                       |
| Tamako Market                                   | 10. januar–28. marts 2013                                | 12              |                                                                         |
| Free!                                           | 4. juli–25. september 2013                               | 12              | Baseret på romanen High Speed!.                                         |
| Kyoukai no Kanata                               | 2. oktober–18. december 2013                             | 12 (+1 OVA)     | Baseret på light novel-serien af samme navn.                            |
| Chuunibyou demo Koi ga Shitai! Ren              | 8. januar–27. marts 2014                                 | 12              | Efterfølgeren til Chuunibyou demo Koi ga Shitai!.                       |
| Free! Eternal Summer                            | 2. juli–24. september 2014                               | 13              | Efterfølgeren til Free!.                                                |
| Amagi Brilliant Park                            | 6. oktober–25. december 2014                             | 13 (+1 OVA)     | Baseret på light novel-serien af samme navn.                            |
| Sound! Euphonium                                | 7. april 2015–30. juni 2015                              | 13              | Baseret på romanserien af samme navn.                                   |
| Myriad Colors Phantom World                     | 7. januar 2016-31. marts 2016                            | 13              | Baseret på romanen af samme navn.                                       |

### Animefilm
| Titel                                                           | Premiere           | Noter |
| --------------------------------------------------------------- | ------------------ | --- |
| Tenjoubito to Akutobito Saigo no Tatakai                        | 18. april 2009     | Spillefilmversion af TV-serien Sora o Miageru Shoujo no Hitomi ni Utsuru Sekai.                             |
| The Disappearance of Haruhi Suzumiya                            | 6. februar 2010    | Filmatisering af romanen af samme navn, og efterfølgeren til animeserien The Melancholy of Haruhi Suzumiya. |
| K-On! The Movie                                                 | 3. december 2011   | Efterfølgeren til animeserien K-On!.                                                                        |
| Takanashi Rikka Kai: Gekijou-ban Chuunibyou Demo Koi ga Shitai! | 14. september 2013 | Sammenfatning af Chuunibyou demo Koi ga Shitai!'s første sæson.                                             |
| Tamako Market                                                   | 26. april 2014     | Efterfølgeren til animeserien af samme navn.                                                                |
| Kyoukai no Kanata                                               | TBA 2015           | Filmversion af TV-serien af samme navn.                                                                     |
| Koe no katachi                                                  | TBA                | Baseret på mangaserien af samme navn.                                                                       |